# Sebastian Sailer
Sebastian (ordensnamn, ursprungligen Johann Valentin) Sailer, född den 12 februari 1714 i Weißenhorn, död den 7 mars 1777 i Obermarchtal, var en tysk premonstratensisk barockpredikant och  författare. Han är särskilt känd för sina komedier på schwabiska.